# 大科勒韋島
大科勒韋島（丹麥語：Store Koldewey）是格陵蘭東北面的島嶼，位於東北格陵蘭國家公園內的格陵蘭海，島嶼長65公里、寬10公里，面積615平方公里，是格陵蘭上第14大島嶼，島上最高點海拔971米。